# 63 Dywizjon Rakietowy Obrony Powietrznej
63 dywizjon rakietowy Obrony Powietrznej (63 dr OP) – samodzielny pododdział Wojska Polskiego.
Dywizjon sformowany został na podstawie rozkazu Dowódcy 1 Korpusu Obrony Powietrznej nr 043 z dnia 31 marca 1970 w miejscowości Rusiec jako 63 dywizjon ogniowy artylerii rakietowej; był jednym z pierwszych dywizjonów S-125 Newa formowanych w ramach 3 Dywizji Artylerii OPK. 31 grudnia 2011 dywizjon został rozformowany.

## Historia
- 1971 roku jednostka wykonała pierwsze strzelania bojowe na poligonie w Aszułuku w ZSRR, a kolejne w latach 1974, 1979 i 1987.

W1978 roku dywizjon został przezbrojony na PZR S-125M, a w 1994 wykonał pierwsze bojowe strzelania rakietowe na poligonie w m. Ustka. 
- W grudniu 1999 roku dywizjon został przegrupowany do m. Sochaczew, a w 2003 został przezbrojony na PZR S-125 Newa-SC.

Decyzją Ministra Obrony Narodowej nr 491/MON z dnia 3 listopada 2008 ustalono święto dywizjonu na 31 marca.
Decyzją MON nr Z-5/Org./P1 z dnia 28 stycznia 2011 roku oraz wykonawczym rozkazem Dowódcy Sił Powietrznych nr PF-95 z dnia 31 marca 2011 roku jednostkę rozformowano z dniem 31 grudnia 2011 roku.

## Struktura
- dowództwo
- sztab
- bateria dowodzenia
- bateria radiotechniczna
- bateria startowa (S-125 Newa-SC)

## Podporządkowanie
- 3 Dywizja Artylerii OPK (1970–1988)
- 3 Łużycka Brygada Artylerii OPK (1988–1991)
- 3 Warszawska Brygada Rakietowa Obrony Powietrznej (1991-2011)

## Dowódcy dywizjonu
- 1970-1978 – ppłk Marian Pabian
- 1978-1979 – mjr Wiesław Śliwowski
- 1979-1981 – mjr Ryszard Miazek
- 1981-1984 – mjr Karol Biela
- 1984-1995 – ppłk Zbigniew Pieprzyk
- 1995-1996 – kpt. Wojciech Sochacki
- 1996-2001 – mjr Waldemar Nowicki
- 2001-2007 – ppłk Andrzej Stopczyński
- 2007-2007 – ppłk Waldemar Bociek
- 2007-2011 – ppłk Dariusz Cichal